# Автосома
Автосоми або аутосоми — це парні хромосоми у живих організмів з хромосомним визначенням статі, однакові у чоловічих і жіночих організмів. Іншими словами, це всі інші, крім статевих, хромосоми в роздільностатевих організмах. Для прикладу у людини є 44 автосоми та 2 статеві хромосоми — X та Y.
Усі автосоми позначаються порядковими номерами.